# Kaschubische Literatur

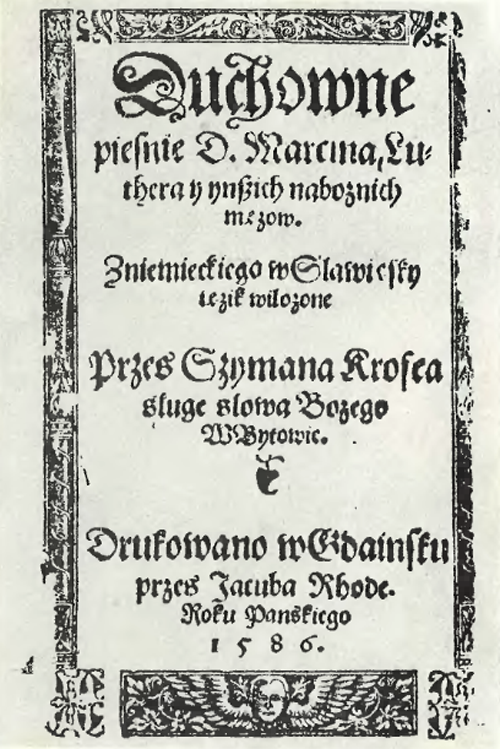
Titelseite des Drucks der übersetzten „Geistlichen Lieder“ (Duchownie piesnie), das älteste lutheranische Werk von Krofej 1586, die die evangelischen Slowinzen und Leba-Kaschuben nicht auf Pomerellen-Polnisch, sondern in ihren Dialekten sangen.

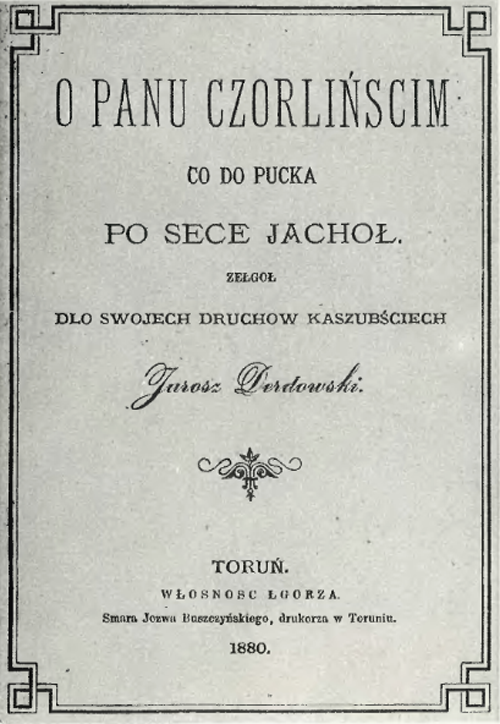
Jarosz Derdowski: O Panu Czorlińścim co do Pucka po sece jachoł, Toruń 1880

Die kaschubische Literatur ist die Literatur der Kaschuben in der Kaschubei, deren westslawische Sprache, das Kaschubische, in verschiedene Dialekte zerfällt, die nie eine einheitliche Schriftsprache herausbildeten, und deren Schriftsteller bis heute in ihren jeweiligen Dialekten schreiben. Die kaschubische Literatur vertritt eine sprachliche Minderheit des Raumes.
Die kaschubische Literatur entstand in Polen in der zweiten Hälfte des 19. Jahrhunderts mit Florian Ceynowa (1817–1881), der den Sławoszyno (Slawoschin)-Dialekt aus der Region Puck (Putzig) verwendete, und Hieronim Derdowski (1852–1902), der den Wiele-Dialekt aus dem Bezirk Chojnice (Konitz) benutzte. Letzterer bereicherte die kaschubische Literatur vor allem in der Poesie.
Aleksander Majkowski (1876–1938) verwendete den Dialekt von Kościerzyna-Lipusz, dem Bezirk, aus dem er stammte. Sein größtes Verdienst war die Gründung der kaschubischen Zeitschrift Gryf (Greif) im Jahr 1908. Außerdem verfasste er 1938 den einzigen kaschubischen Roman der Vorkriegszeit.
In den letzten Jahrzehnten fand eine verstärkte Publikation kaschubischer Bücher statt, darunter auch Übersetzungen internationaler Werke. Anthologien und Kompendien wurden von Ferdinand Neureiter (1973), Jan Drzeżdżon (1986) und Neureiter (1991) verfasst.
1907 hatten Izydor Gulgowski (1874–1925, alias Ernst Seefried-Gulgowski) und Friedrich Lorentz (1870–1937) in Kartuzy (Karthaus) den Verein für kaschubische Volkstraditionen gründeten.
Izydor Gulgowski gründete auch das Museum Kaschubischer Ethnographischer Park (Kaszubski Park Etnograficzny) in dem Dorf Wdzydze Kiszewskie im Kreis Chojnice (Konitz). Es ist das älteste Freilichtmuseum in Polen. Dieses Museum übte und übt einen wichtigen Einfluss auf und für das kulturelle Leben und die Traditionen der Kaschubei aus.
Im deutschen Sprachraum hat sich der Slawist Ferdinand Neureiter (1928–2007) mit seinen Publikationen um die Erforschung der kaschubischen Literatur verdient gemacht.
Es gibt auch eine kaschubische Wikipedia.